# Tromʺëgan
Il Tromʺëgan (in russo Тромъёган?) è un fiume della Russia siberiana, affluente di destra dell'Ob'. Scorre nel Surgutskij rajon del Circondario autonomo degli Chanty-Mansi-Jugra.
Il suo nome tradotto dalla lingua chanti significa "fiume di Dio".

## Descrizione
Nasce dal versante meridionale degli Uvali siberiani, scorrendo con direzione mediamente sudorientale nella parte centrale del bassopiano della Siberia occidentale, in una regione piatta e paludosa; sfocia nell'Ob' nel suo medio corso, in un braccio secondario chiamato Sanin. La foce si trova 50 km a est della città di Surgut.
La lunghezza del Tromʺëgan è di 581 km. L'area del suo bacino è di 55 600 km². Il suo maggiore affluente è il fiume Agan, che confluisce da sinistra a 59 km dalla foce. Come tutti gli altri fiumi del bacino, soffre di lunghi periodi di gelo (mediamente da fine ottobre-inizio novembre a inizio maggio). Gli altri affluenti sono: Mochovaja, Ingujagun, Sukur"jaun, provenienti dalla destra idrografica, e Ort"jagun, Ėntl'-Imijagun, Njatlongajagun, dalla sinistra.
Il fiume è navigabile per 309 km dalla foce (fino al villaggio di Russkinskaja) con alti livelli d'acqua (maggio - giugno). Con acque basse, è transitabile per le piccole imbarcazioni con un pescaggio fino a 0,6 m. La navigazione è comunque irregolare; il fiume viene utilizzato per la consegna di merci ai campi di estrazione. Nel bacino del fiume si trovano importanti giacimenti di petrolio.
Sul fiume ci sono alcuni insediamenti chanti: Trom-Agan, Russkinskaja, Kochevaja. La popolazione locale è tradizionalmente impegnata nell'allevamento delle renne, nella pesca e nella caccia.
La ferrovia Surgut-Nižnevartovsk attraversa il fiume a 16 km dalla foce, la ferrovia Surgut-Novyj Urengoj a 58 km, l'autostrada Surgut-Gubkinskij a 200 km.